# 冉家河站
冉家河站是位于四川省广元市利州区冉家河的一个铁路车站，邮政编码628009。车站建于1956年，有宝成铁路经过该站，现办理货运业务，客运仅办理6063/4次列车通勤业务。车站及其上下行区间均已电气化。车站距离宝鸡站341公里，隶属西安铁路局汉中车务段，是四等站。

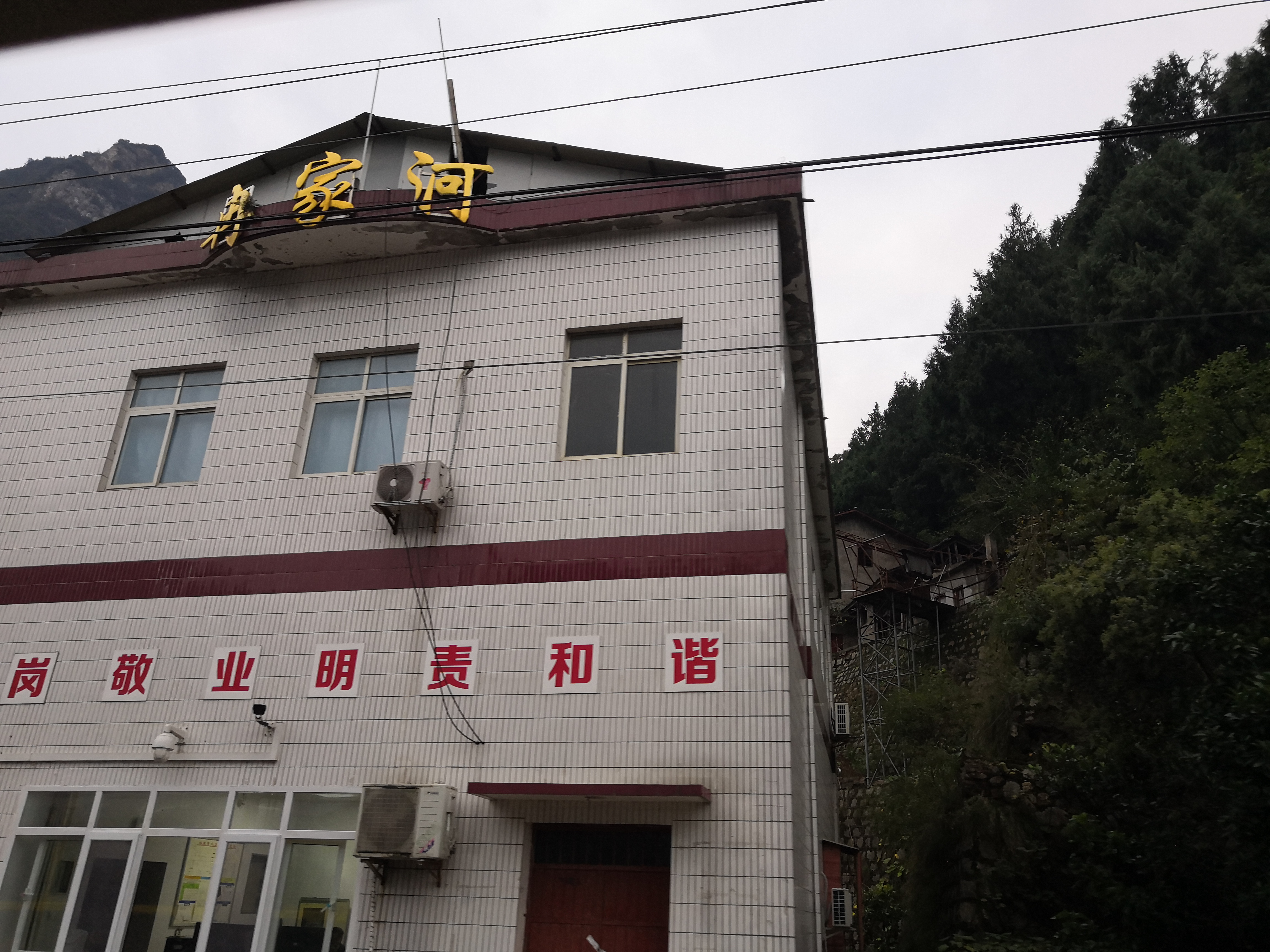
2019年，列车上拍摄的冉家河站站房

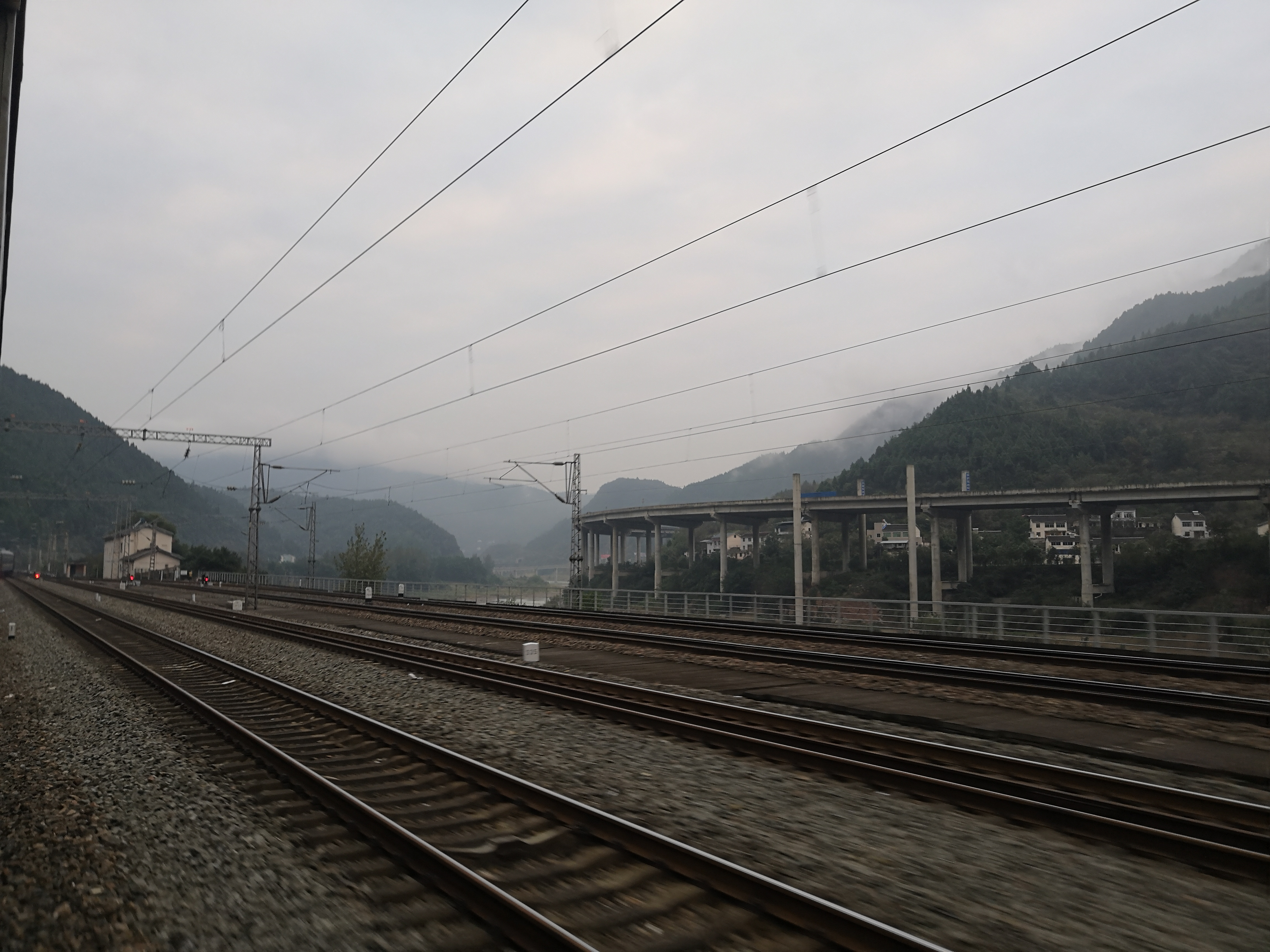
2019年，列车上拍摄的冉家河站站场